# The Queen of Air and Darkness (nuvelă)
„The Queen of Air and Darkness” (în română „Regina aerului și a întunericului”) este o nuvelă științifico-fantastică de Poul Anderson. A câștigat Premiul Hugo pentru cea mai bună nuvelă în 1972 și Premiul Locus pentru cea mai bună povestire în 1971. 

## Intriga
Într-o lume-colonie de frontieră, Roland, o mamă înnebunită de durere îl angajează pe singurul investigator privat, Eric Sherrinford, pentru a-l găsi pe fiul ei dispărut în timpul unei expediții în hinterlanduri. Poliția locală nu vrea să se implice în astfel de cazuri  în ciuda unei lungi serii de dispariții inexplicabile ale unor copii. Cu toate că nu s-a detectat nicio formă de viață inteligentă nativă pe planetă și există zvonuri legate de superstiții antice celtice de pe Pământ, Sherrinford crede că o specie extraterestră inteligentă necunoscută este cea mai bună explicație pentru dispariția copilului. Sherrinford se duce prin hinterlanduri  alături de mama copilului pentru a investiga cazul.